# SAIL Amsterdam

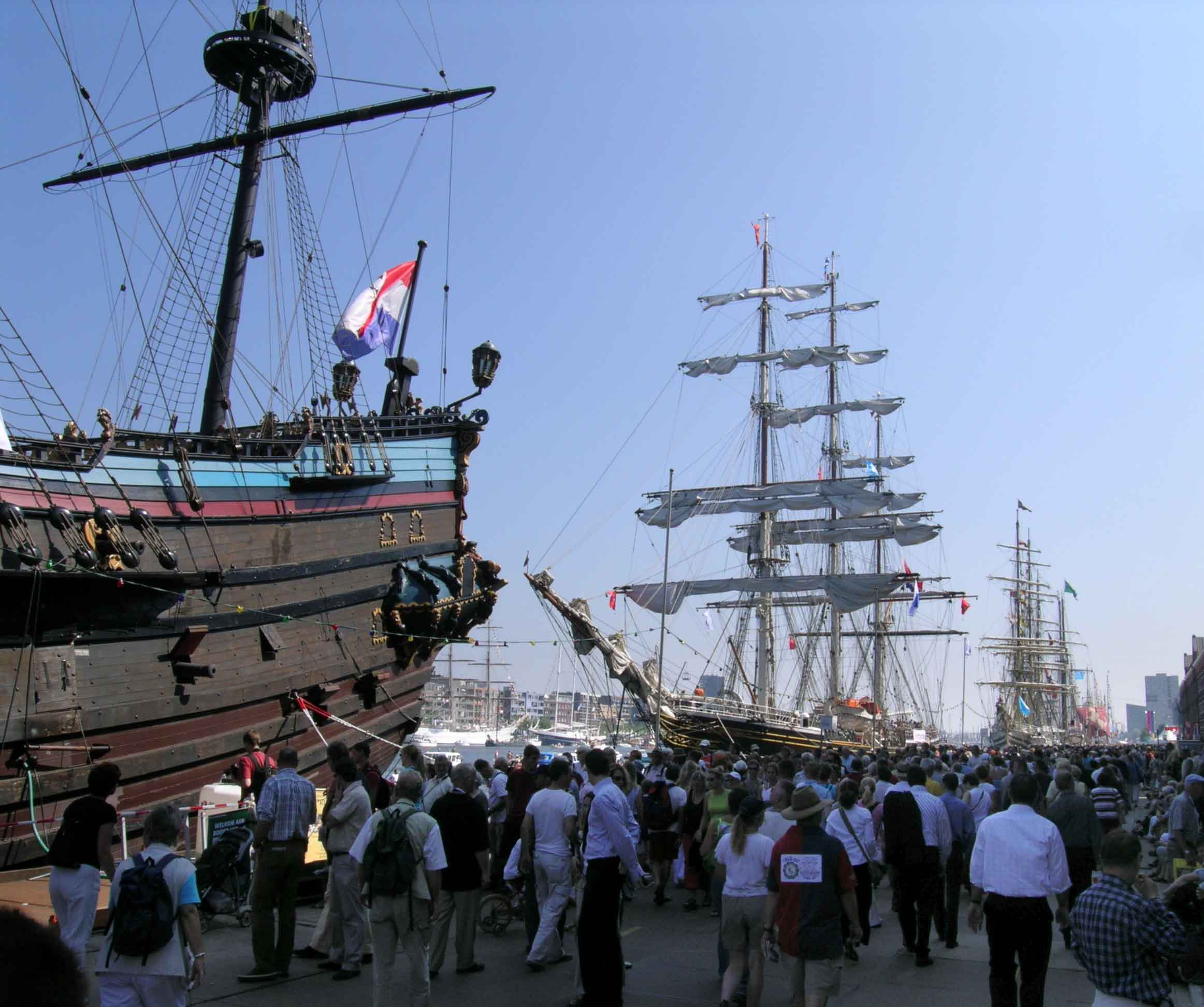
SAIL Amsterdam en 2005

SAIL Amsterdam es un evento marítimo que se celebra cada cinco años en Ámsterdam, Países Bajos. Veleros de todo el mundo visitan la ciudad para atracar en su puerto este. 

## Historia

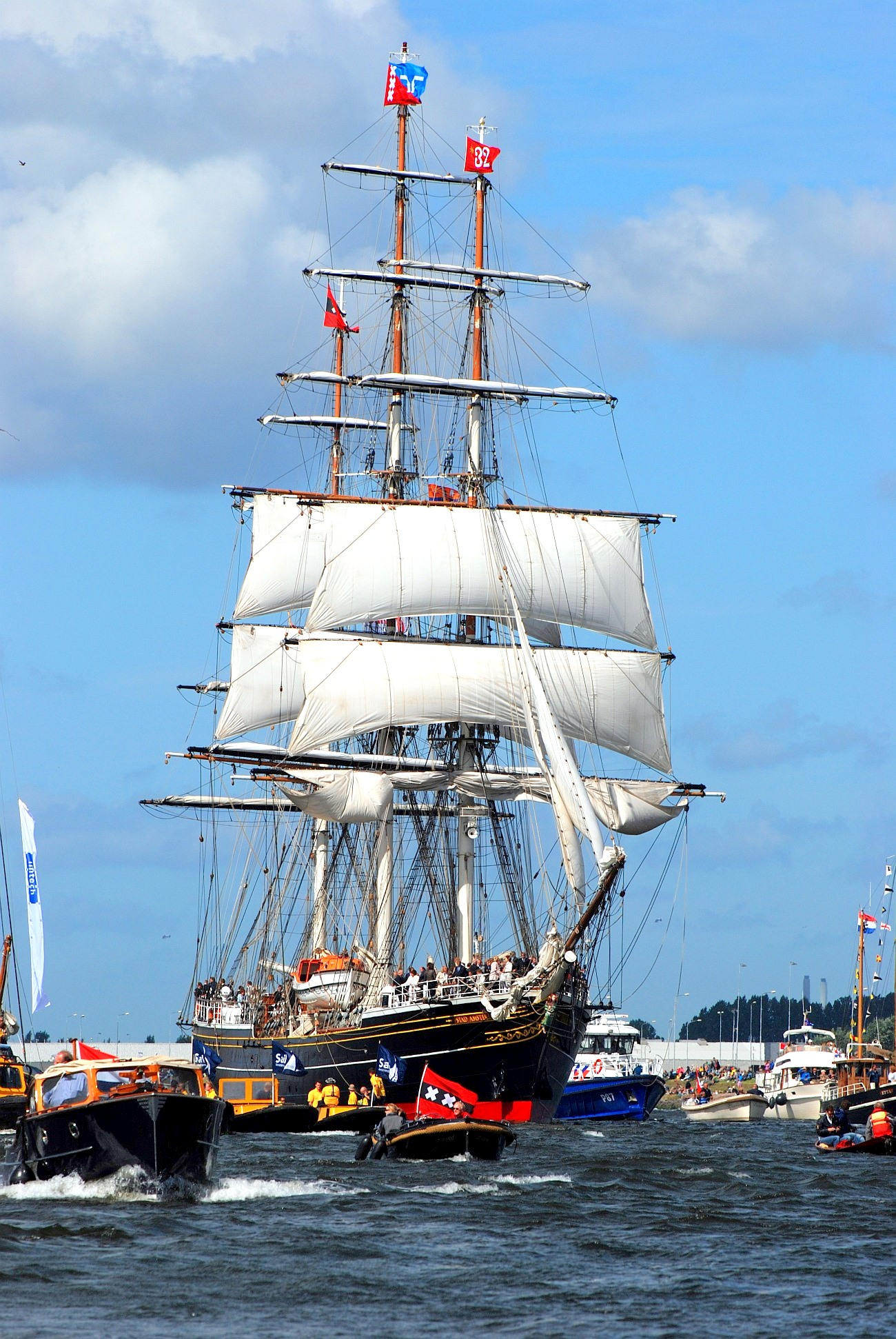
El Stad Amsterdam, el buque insignia de SAIL Amsterdam 2010

Se celebró por primera vez en 1975 para celebrar el 700 aniversario de Ámsterdam, bajo el nombre 'Sail Amsterdam 700'.  Lo gestionó la Stichting Sail Amsterdam (SSA, Fundación Sail Amsterdam).

### 1975
Más de 850 barcos de 21 países participaron en la primera edición de SAIL Amsterdam. 

### 1980
SAIL Amsterdam 1980 contó con unos 1.000 veleros de varios países.  Entre los participantes se encontraban el Kruzenshtern de la Unión Soviética, el Dar Pomorza de Polonia, el Sea Cloud de las Bahamas, el Gorch Fock de Alemania y el Sir Winston Churchill . 

### 1985
Los Países Bajos conmemoraron SAIL Amsterdam 1985 con tres sellos emitidos para la ocasión. 

### 1990
SAIL Ámsterdam 1990 se inauguró el 9 de agosto. Durante el evento de 1990, se permitió la estancia de visitantes a bordo de algunos veleros. 

### 1995
SAIL Amsterdam 1995 tuvo lugar del 10 al 14 de agosto.  Se esperaban hasta 3 millones de asistentes. 

### 2000
El Stad Amsterdam, un clipper de tres mástiles, fue bautizado durante SAIL Amsterdam 2000. 

### 2005

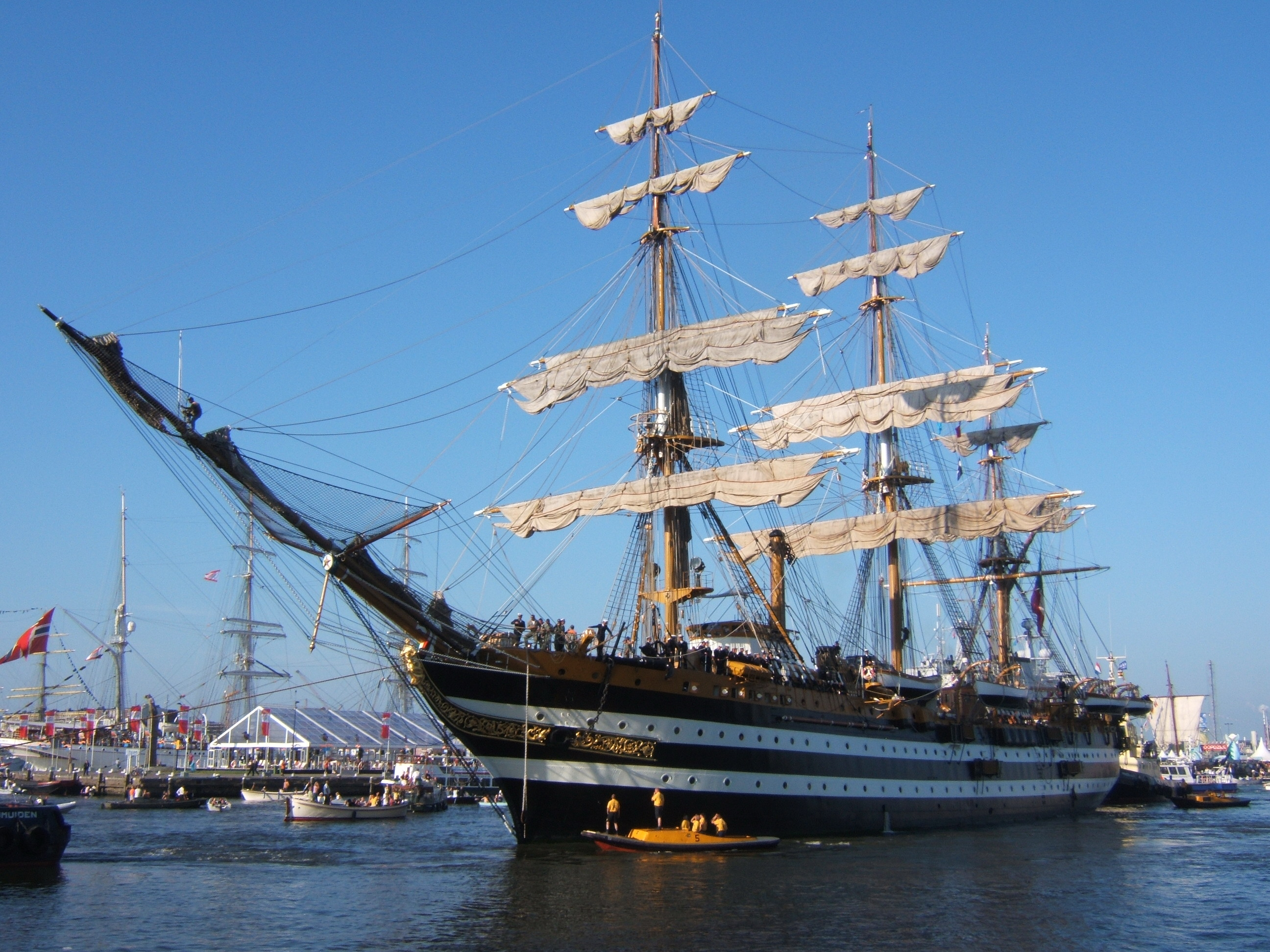
El Amerigo Vespucci durante Sail 2005

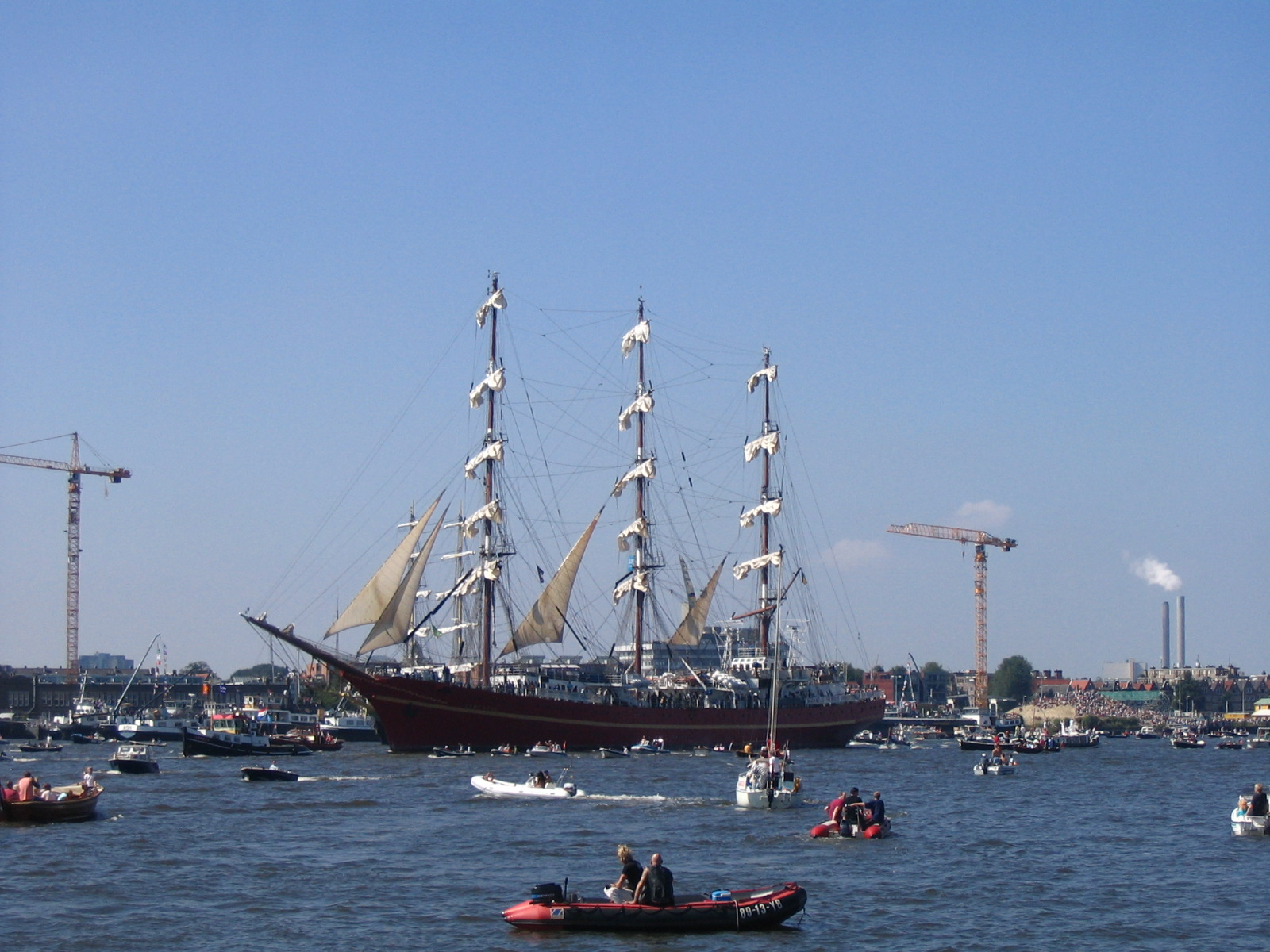
Caos en el agua durante el Sail-in de 2005

SAIL Amsterdam 2005 se celebró del 17 al 22 de agosto, la séptima edición del festival. Se esperaba que el evento atrajera entre 2 y 3 millones de visitantes. Estuvieron presentes más de 50 barcos con al menos 3 mástiles. También se exhibieron varias réplicas de barcos, cientos de veleros y barcos de vapor clásicos, y algunos buques modernos. Por primera vez, se presentaron varios yates modernos y un submarino.
Los grandes veleros estaban amarrados en el IJhaven (puerto del IJ) y en el norte de Ámsterdam  y los barcos Varend Erfgoed estaban amarrados en el cercano Oosterdok, donde también se encuentra el Nederlands Scheepvaartmuseum (un museo marítimo) con su réplica de un barco de la Compañía Holandesa de las Indias Orientales (VOC).

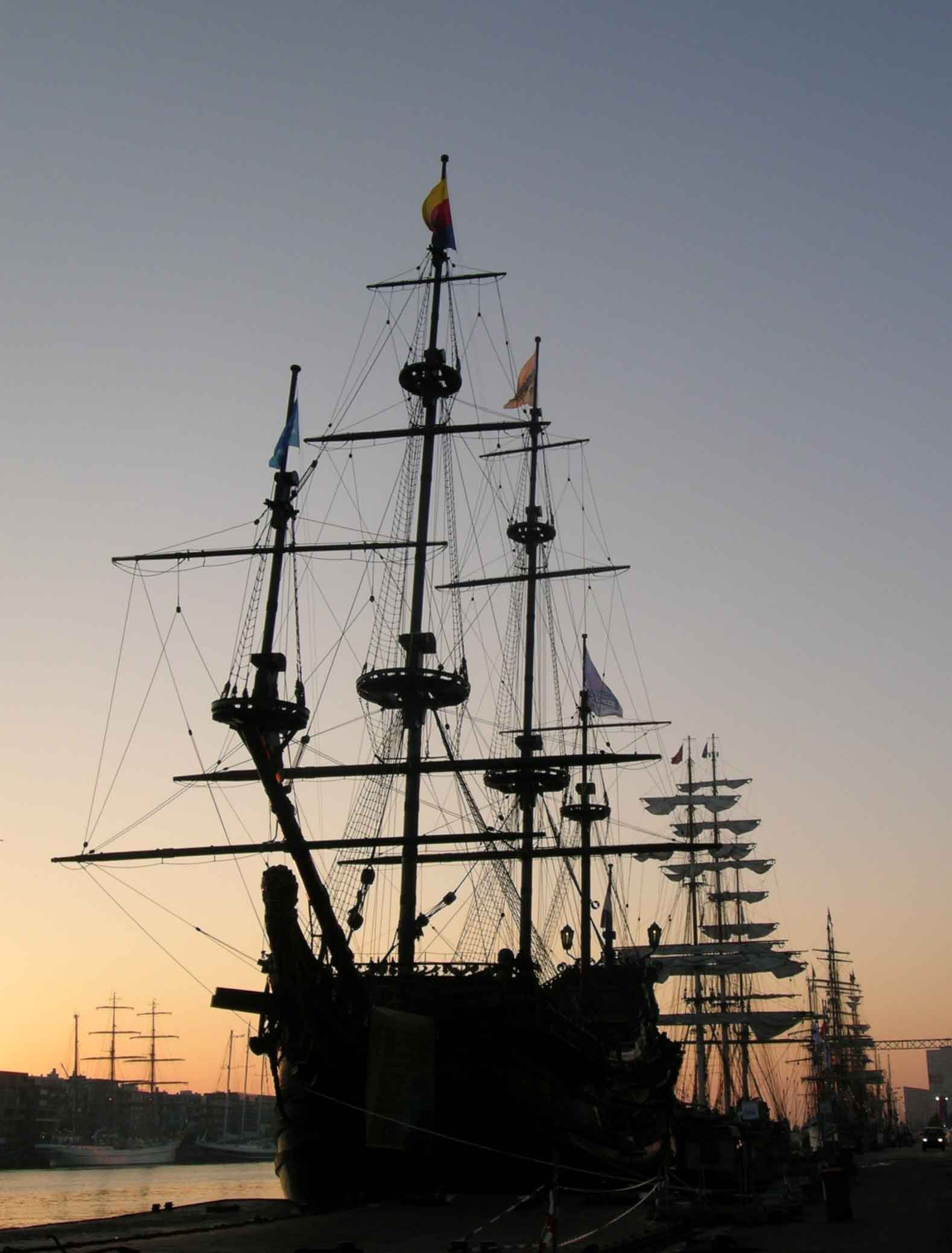
Vista general de los grandes veleros a primera hora de la mañana

Los principales barcos, en el orden de la ruta oficial fueron (con eslora):
- STS Sedov (117 m) (llegó más tarde, el viernes)
- Tenaz (65 m)
- Américo Vespucci (104 m)
- Mir (109 m)
- Kruzenshtern (114 m)
- El Príncipe Guillermo (réplica)
- Ciudad de Ámsterdam (76 m) (el buque insignia )
- Sørlandet (64 m)
- Europa (55 m)
- Oosterschelde (50 m)
- Eendracht (59 m)
- Sagres (89 m)
- El fanático de Swan, Makkum (62 m)
- Alexander von Humboldt (63 m)
- Jersones (110 m)
- Pogoria (49 m)
- Shabab Omán (52 m)
- Dar Młodzieży (110 m)
- Kamper kogge (réplica del kogge, un tipo de barco popular en los Países Bajos en la Edad Media)
- Statsraad Lehmkuhl (98 m)
- Mircea (81 m)
- Dewaruci (63 m)
- Tarangini (54 m)
- Kaliakra (52 m)

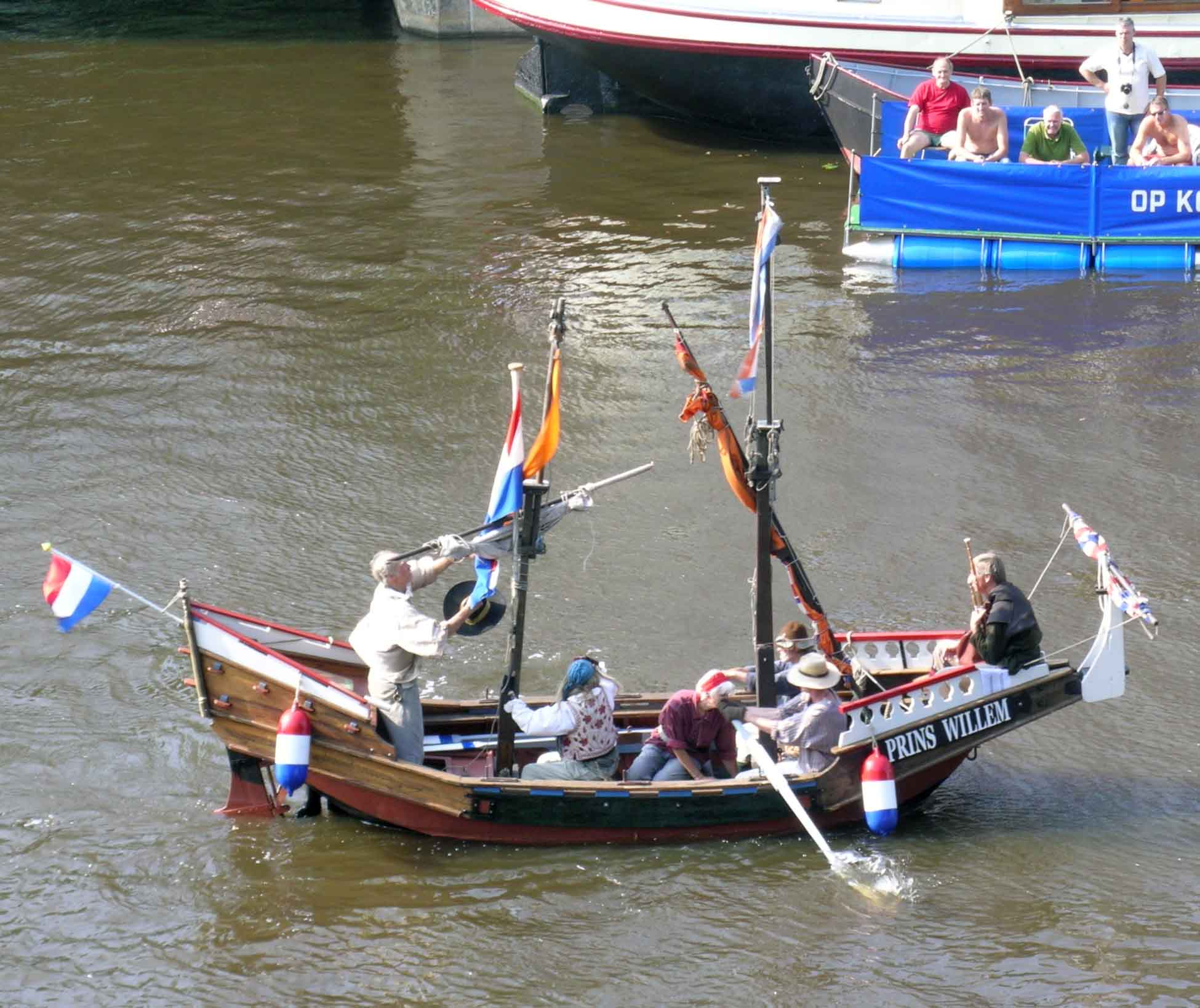
Un 'Pieremachochel', el Príncipe Guillermo

Entre los eventos más pequeños se encontraban una exposición de construcción de yates y un desfile de creaciones flotantes carnavalescas.
El evento costó alrededor de 7,5 millones de euros, que se financiaron mediante patrocinios y actividades comerciales.
El primer día, los barcos se reúnen en las esclusas de IJmuiden para el Desfile de Vela por el Canal del Mar del Norte hacia Ámsterdam, encabezado por el buque insignia del evento. En 2005, fue el Stad Amsterdam, que debía llegar primero a Ámsterdam, pero encalló con el príncipe heredero holandés Guillermo Alejandro a bordo, y el Statsraad Lehmkuhl lo precedió.

### 2010

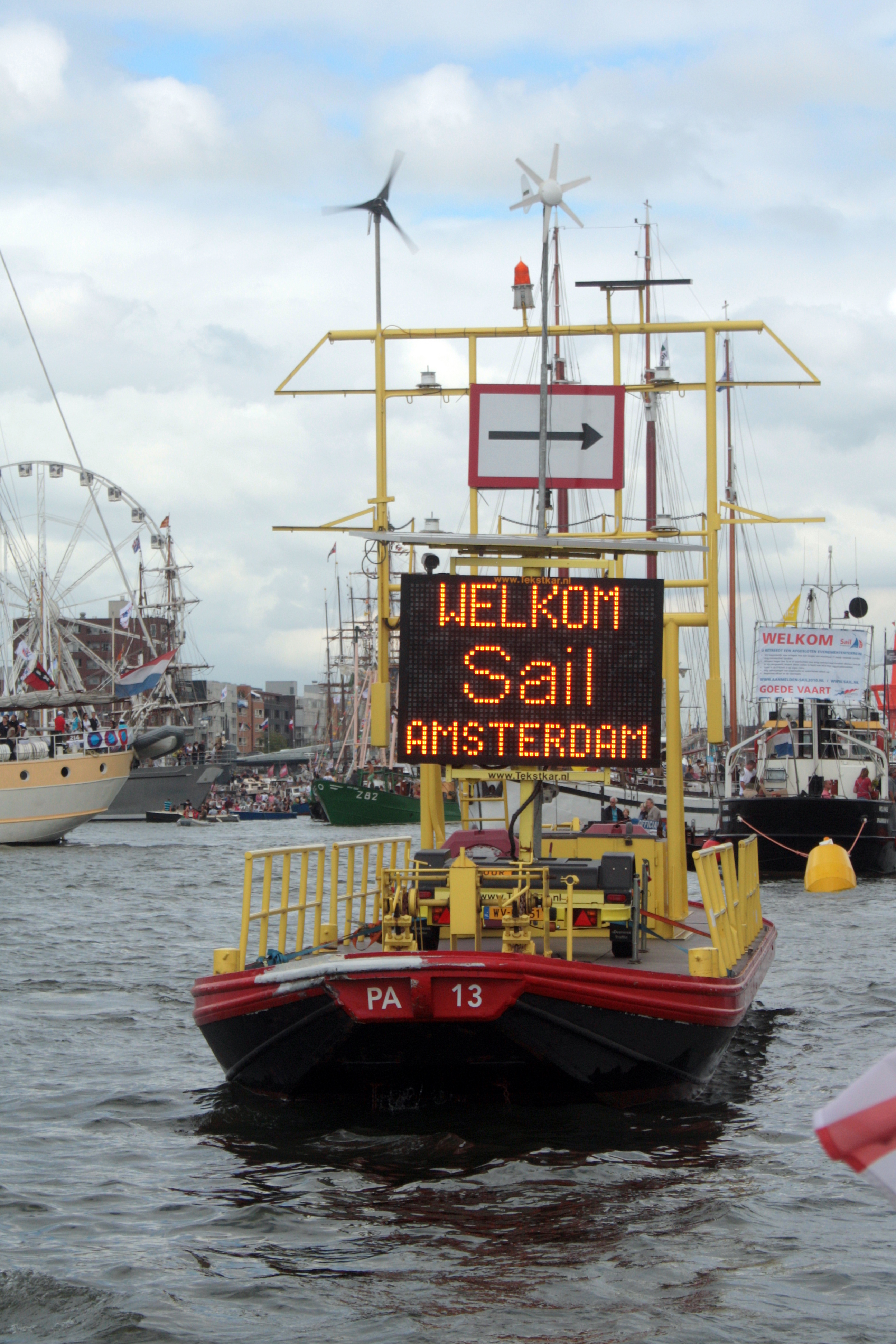
Bienvenido a Sail Amsterdam

SAIL Amsterdam 2010 se celebró del 19 al 23 de agosto.

### 2015
SAIL Amsterdam 2015 se celebró del 19 al 23 de agosto de 2015.

### 2020
SAIL Amsterdam estaba previsto en agosto de 2020, pero se canceló debido a la pandemia de COVID-19. 

### 2025
SAIL Amsterdam 2025, del 20 al 24 de agosto, será la décima edición y la primera desde 2015. Será uno de los eventos principales que celebran el 750.º aniversario de Ámsterdam. También se cumplirán 50 años desde la primera edición de SAIL Amsterdam. 